# 1. Division (Luxemburg) 1923/24
Die 1. Division 1923/24 war die 14. Spielzeit der höchsten luxemburgischen Fußballliga.
Fola Esch gewann den vierten Titel in der Vereinsgeschichte.

## Abschlusstabelle
| Pl. | Verein                    | Sp. | S  | U | N  | Tore    | Quote | Punkte |
| --- | ------------------------- | --- | -- | - | -- | ------- | ----- | ------ |
| 1.  | Fola Esch (P)             | 14  | 11 | 1 | 2  | 045:140 | 3,21  | 23:50  |
| 2.  | Spora Luxemburg           | 14  | 9  | 2 | 3  | 041:240 | 1,71  | 20:80  |
| 3.  | Red Boys Differdingen (M) | 14  | 8  | 2 | 4  | 028:130 | 2,15  | 18:10  |
| 4.  | Jeunesse Esch             | 14  | 6  | 3 | 5  | 027:250 | 1,08  | 15:13  |
| 5.  | Stade Düdelingen          | 14  | 6  | 2 | 6  | 026:280 | 0,93  | 14:14  |
| 6.  | US Hollerich/Bonneweg     | 14  | 3  | 3 | 8  | 021:270 | 0,78  | 09:19  |
| 7.  | Red Black Pfaffenthal (N) | 14  | 3  | 2 | 9  | 018:420 | 0,43  | 08:20  |
| 8.  | Eclair Bettemburg (N)     | 14  | 1  | 3 | 10 | 018:510 | 0,35  | 05:23  |

| (M) | amtierender Meister             |
| (P) | amtierender Pokalsieger         |
| (N) | Neuaufsteiger aus der Promotion |

### Kreuztabelle
Die Kreuztabelle stellt die Ergebnisse aller Spiele dieser Saison dar. Die Heimmannschaft ist in der linken Spalte, die Gastmannschaft in der oberen Zeile aufgelistet.
| 1923/24               | Fola Esch | Spora Luxemburg | Red Boys Differdingen | JEU | Stade Düdelingen | USH | RBP | EcB |
| --------------------- | --------- | --------------- | --------------------- | --- | ---------------- | --- | --- | --- |
| Fola Esch             |           | 3:0             | 2:0                   | 3:1 | 6:0              | 3:0 | 9:3 | 5:1 |
| Spora Luxemburg       | 2:3       |                 | 1:4                   | 3:0 | 1:0              | 6:2 | 4:0 | 2:2 |
| Red Boys Differdingen | 1:1       | 2:3             |                       | 2:0 | 3:1              | 0:0 | 1:0 | 7:0 |
| Jeunesse Esch         | 1:2       | 1:1             | 3:0                   |     | 2:1              | 2:1 | 1:0 | 7:2 |
| Stade Düdelingen      | 2:1       | 1:2             | 0:2                   | 4:1 |                  | 3:2 | 3:1 | 3:3 |
| US Hollerich/Bonneweg | 3:0       | 3:4             | 1:0                   | 1:1 | 1:2              |     | 1:2 | 1:1 |
| Red Black Pfaffenthal | 0:1       | 1:7             | 0:3                   | 3:3 | 3:3              | 1:4 |     | 1:0 |
| Eclair Bettemburg     | 0:6       | 2:5             | 1:3                   | 2:4 | 0:3 1            | 2:1 | 2:3 |     |